# Albiez-Montrond
 Albiez-Montrond  es una población y comuna francesa, en la región de Ródano-Alpes, departamento de Saboya, en el distrito de Saint-Jean-de-Maurienne y cantón de Saint-Jean-de-Maurienne.

## Demografía
| 452 | 376 | 349 | 319 | 301 | 382 |
| Para los censos de 1962 a 1999 la población legal corresponde a la población sin duplicidades (Fuente: INSEE [Consultar]) |     |     |     |     |     |